# Joyas Literarias Juveniles
Joyas Literarias Juveniles fue una serie de 272 adaptaciones a historieta de clásicos de la literatura, fundamentalmente de aventuras, que se empezó a publicar en 1967 en las revistas de Editorial Bruguera. Su posterior recopilación y expansión en tebeos monográficos constituyó uno los grandes aciertos de la editorial en la década de los setenta, junto a la Colección Olé! y la revista Gran Pulgarcito.

## Trayectoria
Heredera de la Colección Historias (1955), las primeras historietas aparecieron a partir de 1967 en Pulgarcito. 
En 1970 Bruguera creó la colección Joyas Literarias Juveniles para recopilar estas historietas, siguiendo así la tendencia francesa de crear álbumes recopilatorios que ya había puesto en práctica con Pilote presenta, Ases del Humor (1969) y Alegres Historietas (1970). Con un formato en rústica muy cercano a la revista, tenían portadas realizadas por Antonio Bernal. 
Tal fue el éxito, que se empezaron a producir nuevas adaptaciones historietísticas directamente para este formato, lográndose casi un centenar más en sólo tres años Tras desechar la idea de comercializar estuches gigantes al precio de 150 pesetas donde conservar los ejemplares, Editorial Bruguera optó en 1972 por poner a la venta tomos compiladores con el título de "Famosas Novelas".
La mayoría de estos primeros guiones fueron obra de José Antonio Vidal Sales (con seudónimos como Cassarel, Alberto Cuevas, Pierre Deville o Howard Stanley), pero también escribieron para la serie Miguel Cussó, Andreu Martín, Víctor Mora o Armonía Rodríguez. Los dibujantes más prolíficos fueron Carrillo, Félix Carrión, Alfonso Cerón, Fuentes Man, Juan Escandell, Juan García Quirós, Torregrosa y Juan José Úbeda.
A partir de 1977, con su número 182, Juan Manuel González Cremona se convirtió en el guionista principal de la colección, hasta su finalización en 1983, con el número 269.

## Legado e influencia
Joyas Literarias Juveniles formó parte de la educación sentimental de los españoles nacidos en los años sesenta.
Su éxito dio lugar a otras colecciones con formato similar:
- Colección Grandes Aventuras (1972), que recopilaba aventuras de los personajes de grafismo realista de la casa como Astroman, El Sheriff King, Supernova, etc.[6]
- Colección La Biblia (1977), de origen inglés.[6]

En la segunda mitad de los setenta, Bruguera también lanzó:
- Colección Joyas Juveniles, serie roja (1977), que incluyó El Corsario de Hierro.[7]
- Colección Joyas Literarias Juveniles, serie azul, que se dirigía al público femenino con seis series procedentes de la I.P.C.británica y portadas de Purita Campos y Trini Tinturé: A partir de 1978, Esther, Cristina y sus amigas, La familia feliz y Candy, de modelo a detective; desde 1981, Caty, la chica gato y Los cuentos del tío Arthur,[8] y en 1983, Emma, es encantadora.[9]

## Serialización
| Número | Título                                                       | Novelista                  | Guionista          | Portadista                         | Dibujante                   | Fecha colección |
| ------ | ------------------------------------------------------------ | -------------------------- | ------------------ | ---------------------------------- | --------------------------- | --------------- |
| 1      | Miguel Strogoff                                              | Julio Verne                | Juan García Quirós | Antonio Bernal                     | Juan García Quirós          | 1970            |
| 2      | La isla del tesoro                                           | Robert Louis Stevenson     | Cassarel           | Antonio Bernal                     | Alfonso Cerón               | 1970            |
| 3      | Historia de dos ciudades                                     | Charles Dickens            | Armonía Rodríguez  | Antonio Bernal                     | José María Casanovas        | 1970            |
| 4      | 20.000 leguas de viaje submarino                             | Julio Verne                | Cassarel           | Antonio Bernal                     | Vicente Torregrosa          | 1970            |
| 5      | Un yanqui en la corte del Rey Arturo                         | Mark Twain                 | Cassarel           | Antonio Bernal                     | Félix Carrión               | 1970            |
| 6      | El pirata                                                    | Walter Scott               | Miguel Cussó       | Antonio Bernal                     | Julio Vivas García          | 1970            |
| 7      | Ben-Hur                                                      | Lewis Wallace              | Cassarel           | Antonio Bernal                     | Juan Escandell              | 1970            |
| 8      | David Copperfield                                            | Charles Dickens            | Cassarel           | Antonio Bernal                     | Alfonso Cerón               | 1970            |
| 9      | Los hijos del capitán Grant                                  | Julio Verne                | Cassarel           | Antonio Bernal                     | Vicente Torregrosa          | 1970            |
| 10     | Aventuras del Capitán Singleton                              | Daniel Defoe               | Cassarel           | Antonio Bernal                     | Antonio Pérez Carrillo      | 1970            |
| 11     | Rob Roy                                                      | Walter Scott               | Armonía Rodríguez  | Antonio Bernal                     | Edmond                      | 1970            |
| 12     | El último mohicano                                           | James Fenimore Cooper      | Víctor Mora        | Antonio Bernal                     | Juan Escandell              | 1970            |
| 13     | La isla misteriosa                                           | Julio Verne                | Cassarel           | Antonio Bernal                     | Vicente Torregrosa          | 1971            |
| 14     | Quo Vadis?                                                   | Henryk Sienkiewicz         | Alberto Cuevas     | Antonio Bernal                     | Osete                       | 1971            |
| 15     | Aventuras de un soldado de Napoleón                          | Erckmann-Chatrian          | Alberto Cuevas     | Antonio Bernal                     | Alfonso Cerón               | 1971            |
| 16     | Ivanhoe                                                      | Walter Scott               | Cassarel           | Antonio Bernal                     | Juan Escandell              | 1971            |
| 17     | La vuelta al mundo en ochenta días                           | Julio Verne                | Alberto Cuevas     | Antonio Bernal                     | Vicente Torregrosa          | 1971            |
| 18     | La cabaña del Tío Tom                                        | Harriet Beecher Stowe      | Alberto Cuevas     | Antonio Bernal                     | Vicente Torregrosa          | 1971            |
| 19     | Ricardo Corazón de León                                      | Joseph Lacier              | Julio Fernández    | Antonio Bernal                     | Félix Carrión               | 1971            |
| 20     | El señor de Balantry                                         | Robert Louis Stevenson     | Cassarel           | Antonio Bernal                     | Fuentes Man                 | 1971            |
| 21     | Viaje al centro de la Tierra                                 | Julio Verne                | Víctor Mora        | Antonio Bernal                     | Luis Casamitjana            | 1971            |
| 22     | A través del desierto                                        | Henryk Sienkiewicz         | Armonía Rodríguez  | Antonio Bernal                     | José Grau                   | 1971            |
| 23     | El Robinson suizo                                            | Johann Rudolf Wyss         | Alberto Cuevas     | Antonio Bernal                     | Alfonso Cerón               | 1971            |
| 24     | Tom Sawyer a través del mundo                                | Mark Twain                 | Alberto Cuevas     | Antonio Bernal                     | Alejandro Ruiz              | 1971            |
| 25     | Los últimos días de Pompeya                                  | Edward Bulwer-Lytton       | Alberto Cuevas     | Antonio Bernal                     | Ángel Pardo Ruíz            | 1971            |
| 26     | El buque fantasma                                            | Capitán Marryat            | Alberto Cuevas     | Antonio Bernal                     | Alfonso Cerón               | 1971            |
| 27     | Enrique de Lagardere                                         | Paul Feval                 | Cassarel           | Antonio Bernal                     | Antonio Pérez Carrillo      | 1971            |
| 28     | Aventuras de tres rusos y tres ingleses en el África austral | Julio Verne                | Víctor Mora        | Antonio Bernal                     | Juan Escandell              | 1971            |
| 29     | Buffalo Bill                                                 | W. O'Connor                | Cassarel           | Antonio Bernal                     | Juan Escandell              | 1971            |
| 30     | El talismán                                                  | Walter Scott               | Alberto Cuevas     | Antonio Bernal                     | Antonio Pérez Carrillo      | 1971            |
| 31     | Sin familia                                                  | Hector Malot               | Alberto Cuevas     | Antonio Bernal                     | Alfonso Cerón               | 1971            |
| 32     | Príncipe y mendigo                                           | Mark Twain                 | Miguel Cussó       | Antonio Bernal                     | Pueyo                       | 1971            |
| 33     | La estrella del Sur                                          | Julio Verne                | Cassarel           | Antonio Bernal                     | José Duarte                 | 1971            |
| 34     | Robin Hood                                                   | Norman R. Stinnet          | Alberto Cuevas     | Antonio Bernal                     | Vicente Torregrosa          | 1971            |
| 35     | La Cruz y la Espada                                          | George Witting             | Alberto Cuevas     | Antonio Bernal                     | Antonio Pérez Carrillo      | 1971            |
| 36     | Entre apaches y comanches                                    | Karl May                   | Cassarel           | Antonio Bernal                     | Antonio Pérez Carrillo      | 1971            |
| 37     | Ruta al infierno                                             | Howard Stanley             | Alberto Cuevas     | Antonio Bernal                     | Félix Carrión               | 1971            |
| 38     | Dick Turpin                                                  | William Harrison Ainsworth | Alberto Cuevas     | Antonio Bernal                     | Luis Casamitjana            | 1971            |
| 39     | Las Isla de la Aventura                                      | Robert Luis Stevenson      | Alberto Cuevas     | Antonio Bernal                     | Pueyo                       | 1972            |
| 40     | Aventuras de Huck Finn                                       | Mark Twain                 | Alberto Cuevas     | Antonio Bernal                     | José Ariza                  | 1972            |
| 41     | David Crockett                                               | Elliot Dooley              | Cassarel           | Antonio Bernal                     | Juan Escandell              | 1972            |
| 42     | La isla de coral                                             | Robert Michael Ballantyne  | Cassarel           | Antonio Bernal                     | Juan Escandell              | 1972            |
| 43     | La Montaña de Oro                                            | Karl May                   | Cassarel           | Antonio Bernal                     | Fuentes Man                 | 1972            |
| 44     | Lawrence de Arabia                                           | Elliot Dooley              | Alberto Cuevas     | Antonio Bernal                     | Luis Castelló               | 1972            |
| 45     | Entre Chacales                                               | Karl May                   | Cassarel           | Antonio Bernal                     | Fuentes Man                 | 1972            |
| 46     | Ojo de Halcón                                                | James Feminore Cooper      | Alberto Cuevas     | Antonio Bernal                     | Manuel Cuyás                | 1972            |
| 47     | Julio César                                                  | Enrico Farinaci            | Alberto Cuevas     | Antonio Bernal                     | Juan García Quirós          | 1972            |
| 48     | La flecha negra                                              | Robert Luis Stevenson      | Miguel Cussó       | Antonio Bernal                     | José Ariza                  | 1972            |
| 49     | Hacia el Zambesi                                             | Vicent Mulberry            | Víctor Mora        | Antonio Bernal                     | César Aurelio Spadari       | 1972            |
| 50     | De grumete a almirante                                       | Capitán Marryat            | Cassarel           | Antonio Bernal                     | Juan Escandell              | 1972            |
| 51     | Agua de fuego                                                | Elliot Dooley              | Víctor Mora        | Antonio Bernal                     | César Aurelio Spadari       | 1972            |
| 52     | Sandokan                                                     | Emilio Salgari             | Miguel Cussó       | Antonio Bernal                     | Fuentes Man                 | 1972            |
| 53     | Robinson Crusoe                                              | Daniel Deföe               | Alberto Cuevas     | Antonio Bernal                     | Juan Escandell              | 1972            |
| 54     | Claudio y la Tabla Redonda                                   | Vicent Mulberry            | Víctor Mora        | Antonio Bernal                     | Juan José Úbeda             | 1972            |
| 55     | El Tesoro del Lago de la Plata                               | Karl May                   | Andreu Martín      | Antonio Bernal                     | Fuentes Man                 | 1972            |
| 56     | Norte contra Sur                                             | Julio Verne                | Cassarel           | Antonio Bernal                     | Antonio Colmeiro            | 1972            |
| 57     | El piloto                                                    | James Feminore Cooper      | Alberto Cuevas     | Antonio Bernal                     | Juan García Quirós          | 1972            |
| 58     | Aventura en el Oeste                                         | Mark Twain                 | Víctor Mora        | Antonio Bernal                     | Luis Casamitjana            | 1972            |
| 59     | La Isla de Nunca Más                                         | Vicent Mulberry            | Víctor Mora        | Antonio Bernal                     | César Aurelio Spadari       | 1972            |
| 60     | Tom Sawyer Detective                                         | Mark Twain                 | Miguel Cussó       | Antonio Bernal                     | Edmond                      | 1972            |
| 61     | La Reina de los Lagos                                        | Thomas Mayne-Reid          | Víctor Mora        | Antonio Bernal                     | Luis Castelló               | 1972            |
| 62     | Cinco semanas en globo                                       | Julio Verne                | Alberto Cuevas     | Antonio Bernal                     | Juan Escandell              | 1972            |
| 63     | Los caballeros teutones                                      | Henryk Sienkiewicz         | Andreu Martín      | Antonio Bernal                     | Juan José Úbeda             | 1972            |
| 64     | Un viaje interplanetario                                     | Miguel María Astraín       | Alberto Cuevas     | Antonio Bernal                     | Edmond                      | 1972            |
| 65     | La esfinge de los hielos                                     | Julio Verne                | Cassarel           | Antonio Bernal                     | José Duarte                 | 1973            |
| 66     | Los cazadores de cabelleras                                  | Mayne Reid                 | Miguel Cussó       | Antonio Bernal                     | José Grau                   | 1973            |
| 67     | Quintin Durward                                              | Walter Scott               | Miguel Cussó       | Antonio Bernal                     | José Clapera                | 1973            |
| 68     | El León de Damasco                                           | Emilio Salgari             | Alberto Cuevas     | Antonio Bernal                     | Fuentes Man                 | 1973            |
| 69     | Tartarín de Tarascón                                         | Alphonse Daudet            | Cassarel           | Antonio Bernal                     | Francisco Ortega            | 1973            |
| 70     | Oliver Twist                                                 | Charles Dickens            | Cassarel           | Antonio Bernal                     | Jesús Redondo               | 1973            |
| 71     | Aventuras del Capitán Hatteras                               | Julio Verne                | Alberto Cuevas     | Antonio Bernal                     | Félix Carrión               | 1973            |
| 72     | Viaje a la Luna                                              | Julio Verne                | Cassarel           | Antonio Bernal                     | Alfonso Cerón               | 1973            |
| 73     | Tarás Bulba                                                  | Nicolas Gogol              | Alberto Cuevas     | Antonio Bernal                     | Tomás Porto del Vado        | 1973            |
| 74     | El Capitán Aventurero                                        | Walter Scott               | Cassarel           | Antonio Bernal                     | Félix Carrión               | 1973            |
| 75     | De los Apeninos a los Andes                                  | Edmundo de Amicis          | Alberto Cuevas     | Antonio Bernal                     | Félix Carrión               | 1973            |
| 76     | El Rey del Mar                                               | Emilio Salgari             | Cassarel           | Antonio Bernal                     | Félix Carrión               | 1973            |
| 77     | Aventuras de Jonh Davys                                      | Alejandro Dumas            | Alberto Cuevas     | Antonio Bernal                     | José Duarte                 | 1973            |
| 78     | Por un billete de lotería                                    | Julio Verne                | Cassarel           | Antonio Bernal                     | Carlos Freixas              | 1973            |
| 79     | El volcán de oro                                             | Julio Verne                | Alberto Cuevas     | Antonio Bernal                     | Antonio Borrell             | 1973            |
| 80     | Aventuras del Capitán Corcoran                               | Alfred Assollant           | Miguel Cussó       | Antonio Bernal                     | Antonio Borrell             | 1973            |
| 81     | Los dos tigres                                               | Emilio Salgari             | Cassarel           | Antonio Bernal                     | Alfonso Cerón               | 1973            |
| 82     | Aventuras de David Balfour                                   | Robert Luis Stevenson      | Miguel Cussó       | Antonio Bernal                     | Francisco Mora              | 1973            |
| 83     | El hijo del Sol                                              | Emilio Salgari             | Andreu Martín      | Antonio Bernal                     | José Duarte                 | 1973            |
| 84     | Sangre romañola                                              | Edmundo de Amicis          | Alberto Cuevas     | Antonio Bernal                     | Antonio Guerrero            | 1973            |
| 85     | Los pescadores de Trepang                                    | Emilio Salgari             | Andreu Martín      | Antonio Bernal                     | Félix Carrión               | 1973            |
| 86     | Los mercaderes de pieles                                     | Robert Michael Ballantyne  | Andreu Martín      | Antonio Bernal                     | Félix Carrión               | 1973            |
| 87     | Botín de saqueo                                              | Karl May                   | Andreu Martín      | Antonio Bernal                     | Félix Carrión               | 1973            |
| 88     | El escarabajo de oro                                         | Edgar Allan Poe            | Ramón Bacardit     | Antonio Bernal                     | Antonio Colmeiro            | 1973            |
| 89     | Aventuras de Jack                                            | Alphonse Daudet            | Cassarel           | Antonio Bernal                     | Juan Escandell              | 1973            |
| 90     | Cuento de Navidad                                            | Charles Dickens            | Manuel Yáñez       | Antonio Bernal                     | Tomás Porto del Vado        | 1973            |
| 91     | El faro del fin del mundo                                    | Julio Verne                | Alberto Cuevas     | Antonio Bernal                     | Osete                       | 1973            |
| 92     | Nuevas aventuras de Dick Turpin                              | Charles Harrison           | Andreu Martín      | Antonio Bernal                     | Eustaquio Segrelles         | 1973            |
| 93     | El correo Rolando                                            | Paul Feval                 | Cassarel           | Antonio Bernal                     | Juan José Úbeda             | 1974            |
| 94     | El tamborcillo sardo                                         | Edmundo de Amicis          | Alberto Cuevas     | Antonio Bernal                     | Pedro Bertran Monistro      | 1974            |
| 95     | El Corsario Negro                                            | Emilio Salgari             | Armonía Rodríguez  | Antonio Bernal                     | Juan Escandell              | 1974            |
| 96     | Los Tres Mosqueteros                                         | Alejandro Dumas            | Cassarel           | Antonio Bernal                     | Adolfo Álvarez Buylla       | 1974            |
| 97     | Veinte años después                                          | Alejandro Dumas            | Cassarel           | Antonio Bernal                     | Vicente Torregrosa          | 1974            |
| 98     | Don Quijote de la Mancha                                     | Miguel de Cervantes        | Cassarel           | Antonio Bernal                     | Juan García Quirós          | 1974            |
| 99     | Los buscadores de oro                                        | Enrique Conscience         | Armonía Rodríguez  | Antonio Bernal                     | Félix Carrión               | 1974            |
| 100    | Genoveva de Brabante                                         | Cristóbal Schmid           | Cassarel           | Antonio Bernal                     | Antonio Pérez Carrillo      | 1974            |
| 101    | Un capitán de quince años                                    | Julio Verne                | Cassarel           | Antonio Bernal                     | José Espinosa               | 1974            |
| 102    | Guillermo Tell                                               | Johan Schiller             | Cassarel           | Antonio Bernal                     | José Espinosa               | 1974            |
| 103    | Heidi                                                        | Juana Spyri                | Cassarel           | Antonio Bernal                     | Purificación Campos Sánchez | 1974            |
| 104    | Aventuras de César Cascabel                                  | Julio Verne                | Cassarel           | Antonio Bernal                     | Alfonso Cerón               | 1974            |
| 105    | Viajes de Gulliver                                           | Jonathan Swift             | Cassarel           | Antonio Bernal                     | Alfonso Cerón               | 1974            |
| 106    | Bernadette                                                   | Cassarel                   | Cassarel           | Antonio Bernal                     | Carlos Laffond Díaz-Albo    | 1974            |
| 107    | Moby Dick                                                    | Herman Melville            | Cassarel           | Antonio Bernal                     | Antonio Pérez Carrillo      | 1974            |
| 108    | Escuela de Robinsones                                        | Julio Verne                | Cassarel           | Antonio Bernal                     | José Luis Pérez Barreda     | 1974            |
| 109    | Juana de Arco                                                | Aldo Bruneti               | Armonía Rodríguez  | Antonio Bernal                     | Felipe Herranz Moral        | 1974            |
| 110    | Los Náufragos de Borneo                                      | Thomas Mayne Reid          | Cassarel           | Antonio Bernal                     | Antonio Pérez Carrillo      | 1974            |
| 111    | Rienzi                                                       | E. Bulwer Lytton           | Cassarel           | Carlos Alberto Ferreira Dos Santos | Carlos Sanchís Tortosa      | 1974            |
| 112    | Corazón de Oro                                               | Louise May Alcott          | Armonía Rodríguez  | Antonio Bernal                     | Anita Rodríguez Ruiz        | 1974            |
| 113    | Robur, el Conquistador                                       | Julio Verne                | Cassarel           | Carlos Alberto Ferreira Dos Santos | Tomás Porto del Vado        | 1974            |
| 114    | Dueño del Mundo                                              | Julio Verne                | Andreu Martín      | Carlos Alberto Ferreira Dos Santos | Pedro Bertran Monistro      | 1974            |
| 115    | La Pequeña Dorrit                                            | Charles Dickens            | Cassarel           | Antonio Bernal                     | Alfonso Cerón               | 1974            |
| 116    | A través de la Estepa                                        | Julio Verne                | Cassarel           | Antonio Bernal                     | Antonio Pérez Carrillo      | 1974            |
| 117    | Dos Años de Vacaciones                                       | Julio Verne                | Cassarel           | Carlos Alberto Ferreira Dos Santos | César Aurelio Spadari       | 1974            |
| 118    | El Duque de Van Gould                                        | Emilio Salgari             | Cassarel           | Antonio Bernal                     | Antonio Pérez Carrillo      | 1974            |
| 119    | Nuevas Aventuras de Robin de los Bosques                     | Cassarel                   | Cassarel           | Antonio Bernal                     | Ángel Pardo Ruíz            | 1974            |
| 120    | Mujercitas                                                   | Louise May Alcott          | Cassarel           | Antonio Bosch Penalva              | Tomás Porto del Vado        | 1975            |
| 121    | La Montaña de Luz                                            | Emilio Salgari             | Andreu Martín      | Carlos Alberto Ferreira Dos Santos | Alfonso Cerón               | 1975            |
| 122    | Trampa de Cactus                                             | Karl May                   | Cassarel           | Antonio Bernal                     | Bautista José Miguel Muñoz  | 1975            |
| 123    | Aquellas Mujercitas                                          | Louise May Alcott          | Cassarel           | Antonio Bernal                     | Tomás Porto del Vado        | 1975            |
| 124    | La Capitana del Yucatán                                      | Emilio Salgari             | Elsa Martínez      | Carlos Alberto Ferreira Dos Santos | Edmundo Fernández Ripoll    | 1975            |
| 125    | Tartarín en los Alpes                                        | Alphonse Daudet            | Manuel Yáñez       | Antonio Bernal                     | Pérez Barrera               | 1975            |
| 126    | Aventuras de un Niño Irlandés                                | Julio Verne                | Cassarel           | Antonio Bernal                     | Alfonso Cerón               | 1975            |
| 127    | Hombrecitos                                                  | Louise May Alcott          | Víctor Alcázar     | Antonio Bernal                     | María Barrera               | 1975            |
| 128    | El Castillo de los Cárpatos                                  | Julio Verne                | Manuel Yáñez       | Antonio Bernal                     | Juan Escandell              | 1975            |
| 129    | El Soberbio Orinoco                                          | Julio Verne                | Elsa Martínez      | Antonio Bernal                     | Juan Escandell              | 1975            |
| 130    | Aventura en los Andes                                        | Thomas Mayne Reid          | Cassarel           | Antonio Bernal                     | César Aurelio Spadari       | 1975            |
| 131    | Las Indias Negras                                            | Julio Verne                | Cassarel           | Antonio Bernal                     | José María Casanovas        | 1975            |
| 132    | Los Cautivos del Bosque                                      | Capitán Marryat            | Miguel Cussó       | Antonio Bernal                     | Luis Casamitjana            | 1975            |
| 133    | Los Piratas del "Halifax"                                    | Julio Verne                | Cassarel           | Antonio Bernal                     | Ángel Pardo Ruíz            | 1975            |
| 134    | La Casa de Vapor                                             | Julio Verne                | Cassarel           | Antonio Bernal                     | Alfonso Cerón               | 1975            |
| 135    | El archipiélago en llamas                                    | Julio Verne                | Armonía Rodríguez  | Antonio Bernal                     | Juan Oscar Carobini         | 1975            |
| 136    | El buque pirata                                              | Karl May                   | Cassarel           | Antonio Bernal                     | Jesus Peña Santiago         | 1975            |
| 137    | Los mineros de Alaska                                        | Emilio Salgari             | Miguel Cussó       | Antonio Bernal                     | Antonio Guerrero            | 1975            |
| 138    | Alicia en el País de las Maravillas                          | Lewis Carroll              | Cassarel           | Trinidad Tinturé Navarro           | Trinidad Tinturé Navarro    | 1975            |
| 139    | El diablo de la pradera                                      | Karl May                   | Cassarel           | Antonio Bernal                     | Alan Doyer                  | 1975            |
| 140    | Otra vez Heidi                                               | Juana Spyri                | Cassarel           | Antonio Bosch Penalva              | Francisco Ortega            | 1975            |
| 141    | El Valle de los Osos                                         | Karl May                   | Cassarel           | Antonio Bernal                     | Vicente Torregrosa          | 1975            |
| 142    | El Rayo Verde                                                | Julio Verne                | Armonía Rodríguez  | Antonio Bernal                     | Francisco Ortega            | 1975            |
| 143    | Combate en los pantanos                                      | Thomas Mayne Reid          | Cassarel           | Antonio Bernal                     | Felipe Herranz Moral        | 1975            |
| 144    | Estampida                                                    | Karl May                   | Cassarel           | Antonio Bernal                     | Alfonso Cerón               | 1975            |
| 145    | Safari en el País de las Sombras                             | Thomas Mayne Reid          | Cassarel           | Antonio Bernal                     | Pérez Barrera               | 1975            |
| 146    | Aventuras del Baron de Münchhausen                           | Fiedrich Münchhausen       | Cassarel           | Antonio Bernal                     | Luis Casamitjana            | 1975            |
| 147    | En el país de las pieles                                     | Julio Verne                | Ramón Bacardit     | Antonio Bernal                     | Juan José Úbeda             | 1975            |
| 148    | Vida y aventuras de Nicolás Nickleby                         | Charles Dickens            | Cassarel           | Antonio Bernal                     | Luis Casamitjana            | 1975            |
| 149    | Los misterios de la Jungla Negra                             | Emilio Salgari             | Cassarel           | Antonio Bernal                     | Ángel Pardo Ruíz            | 1975            |
| 150    | Grandes esperanzas                                           | Charles Dickens            | Cassarel           | Antonio Bernal                     | Trinidad Tinturé Navarro    | 1975            |
| 151    | Ella                                                         | Henry Rider Haggard        | Cassarel           | Antonio Bernal                     | Miguel Quesada Cerdan       | 1976            |
| 152    | Tiempos difíciles                                            | Charles Dickens            | Cassarel           | Antonio Bernal                     | Luis Casamitjana            | 1976            |
| 153    | La soberana del campo de Oro                                 | Emilio Salgari             | Cassarel           | Antonio Bernal                     | Miguel Quesada Cerdan       | 1976            |
| 154    | La tienda de antigüedades                                    | Charles Dickens            | Cassarel           | Antonio Bernal                     | Luis Casamitjana            | 1976            |
| 155    | El lobo del mar                                              | Jack London                | Cassarel           | Antonio Bernal                     | Luis Bermejo Rojo           | 1976            |
| 156    | Las minas del rey Salomón                                    | Henry Rider Haggard        | Cassarel           | Antonio Bernal                     | Ángel Pardo Ruíz            | 1976            |
| 157    | Aventuras de un grumete                                      | Thomas Mayne Reid          | Cassarel           | Antonio Bernal                     | Tomás Porto del Vado        | 1976            |
| 158    | Los hermanos Kip                                             | Jules Verne                | Cassarel           | Antonio Bernal                     | Luis Casamitjana            | 1976            |
| 159    | Aventura en el Missisipi                                     | Thomas Mayne Reid          | Cassarel           | Antonio Bernal                     | César Aurelio Spadari       | 1976            |
| 160    | Aventuras de Allan Quatermain                                | Henry Rider Haggard        | Cassarel           | Antonio Bernal                     | Juan García Quirós          | 1976            |
| 161    | Un drama en Livonia                                          | Jules Verne                | Cassarel           | Antonio Bernal                     | Tomás Porto del Vado        | 1976            |
| 162    | Drama en el Pacífico                                         | Emilio Salgari             | Cassarel           | Antonio Bernal                     | Miguel Quesada Cerdan       | 1976            |
| 163    | Prisionero de los Ogallas                                    | Karl May                   | Cassarel           | Antonio Bernal                     | Alfonso Cerón               | 1976            |
| 164    | La vuelta al mundo de dos pilletes                           | de la Vaulzx - Galopin     | Cassarel           | Antonio Bernal                     | Jaime Juez Castella         | 1976            |
| 165    | Nuevas Aventuras de Robinsón Crusoe                          | Daniel Defoe               | Cassarel           | Antonio Bernal                     | César Aurelio Spadari       | 1976            |
| 166    | Los viajes de Marco Polo                                     | Marco Polo                 | Cassarel           | Antonio Bernal                     | Jesús Blasco Monterde       | 1976            |
| 167    | Hector Servadac                                              | Jules Verne                | Armonía Rodríguez  | Antonio Bernal                     | Ángel Pardo Ruíz            | 1976            |
| 168    | Los primos                                                   | Louisa May Alcott          | Cassarel           | Antonio Bernal                     | Luis Casamitjana            | 1976            |
| 169    | Bajo las lilas                                               | Louisa May Alcott          | Cassarel           | Antonio Bernal                     | Luis Casamitjana            | 1976            |
| 170    | Heidi en la gran ciudad                                      | Cassarel                   | Cassarel           | Trinidad Tinturé Navarro           | Trinidad Tinturé Navarro    | 1976            |
| 171    | Los piratas del Caribe                                       | Emilio Salgari             | Cassarel           | Antonio Bernal                     | Tomás Porto del Vado        | 1976            |
| 172    | El espíritu del Llano Estacado                               | Karl May                   | Cassarel           | Antonio Bernal                     | Alfonso Cerón               | 1977            |
| 173    | El continente misterioso                                     | Emilio Salgari             | Cassarel           | Antonio Bernal                     | Tomás Porto del Vado        | 1977            |
| 174    | El lago de los ensueños                                      | Johanna Spyri              | Cassarel           | Antonio Bernal                     | Ángel Pardo Ruíz            | 1977            |
| 175    | La venganza de Winnetou                                      | Karl May                   | Cassarel           | Antonio Bernal                     | Jaime Juez Castella         | 1977            |
| 176    | En la boca del lobo                                          | Karl May                   | Cassarel           | Antonio Bernal                     | Tomás Porto del Vado        | 1977            |
| 177    | Historia de un guerrero                                      | Karl May                   | Cassarel           | Antonio Bernal                     | Luis Casamitjana            | 1977            |
| 178    | La última batalla                                            | Karl May                   | Cassarel           | Antonio Bernal                     | Tomás Porto del Vado        | 1977            |
| 179    | A través del oeste                                           | Karl May                   | Cassarel           | Antonio Bernal                     | Tomás Porto del Vado        | 1977            |
| 180    | A merced de un pistolero                                     | Karl May                   | Cassarel           | Antonio Bernal                     | Tomás Porto del Vado        | 1977            |
| 181    | En las montañas de África                                    | Emilio Salgari             | Cassarel           | Antonio Bernal                     | Ángel Pardo Ruíz            | 1977            |
| 182    | Aventuras de Tom Sawyer                                      | Mark Twain                 | Cremona            | José Triay Cuenca                  | Jaime Juez Castella         | 1977            |
| 183    | La promesa del Corsario Negro                                | Emilio Salgari             | Cassarel           | Antonio Bernal                     | Félix Carrión               | 1977            |
| 184    | El Corsario Negro en pos de una venganza                     | Cassarel                   | Cassarel           | Antonio Bernal                     | Tomás Porto del Vado        | 1977            |
| 185    | El triunfo del Corsario Negro                                | Cassarel                   | Cassarel           | Antonio Bernal                     | Tomás Porto del Vado        | 1978            |
| 186    | Las tribulaciones de un chino en China                       | Jules Verne                | Cremona            | Antonio Bernal                     | Jaime Juez Castella         | 1978            |
| 187    | Familia sin nombre                                           | Jules Verne                | Cremona            | José Triay Cuenca                  | Ángel Pardo Ruíz            | 1978            |
| 188    | La ciudad del Rey Leproso                                    | Emilio Salgari             | Cremona            | José Triay Cuenca                  | Tomás Porto del Vado        | 1978            |
| 189    | Los pescadores de ballenas                                   | Emilio Salgari             | Cremona            | Antonio Bernal                     | Tomás Porto del Vado        | 1978            |
| 190    | Los exploradores del "Melodía"                               | Emilio Salgari             | Cremona            | Antonio Bernal                     | Jaime Juez Castella         | 1978            |
| 191    | La perla del Río Rojo                                        | Emilio Salgari             | Pierre Deville     | Antonio Bernal                     | Tomás Porto del Vado        | 1978            |
| 192    | El pueblo aereo                                              | Julio Verne                | Cremona            | Antonio Bernal                     | Juan Escandell              | 1978            |
| 193    | La caza del meteoro                                          | Jules Verne                | Cremona            | Antonio Bernal                     | Juan Giralt Banus           | 1978            |
| 194    | Un descubrimiento prodigioso                                 | Jules Verne                | Cremona            | Miguel García                      | José María Casanovas Magri  | 1978            |
| 195    | La jangada                                                   | Jules Verne                | Cremona            | José Triay Cuenca                  | Fuentes Man                 | 1978            |
| 196    | Ante la bandera                                              | Jules Verne                | Cremona            | Antonio Bernal                     | Juan Giralt Banus           | 1978            |
| 197    | A sangre y fuego                                             | Emilio Salgari             | Cassarel           | Antonio Bernal                     | Tomás Porto del Vado        | 1978            |
| 198    | Corazón                                                      | Edmondo De Amicis          | Cassarel           | Antonio Bernal                     | Alfonso Cerón               | 1978            |
| 199    | Los papeles póstumos del Club Pickwick (I)                   | Charles Dickens            | Cremona            | Antonio Bernal                     | Tomás Porto del Vado        | 1978            |
| 200    | Los papeles póstumos del Club Pickwick (II)                  | Charles Dickens            | Cremona            | Antonio Bernal                     | Tomás Porto del Vado        | 1978            |
| 201    | Las Aventuras de Simbad el Marino                            | Anónimo                    | Pierre Deville     | Antonio Bernal                     | Julio Vivas García          | 1978            |
| 202    | Simbad en el Reino de Ahmin                                  | Anónimo                    | Pierre Deville     | Antonio Bernal                     | Julio Vivas García          | 1978            |
| 203    | Simbad contra el reino de las Tinieblas                      | Anónimo                    | Cremona            | José Triay Cuenca                  | Julio Vivas García          | 1979            |
| 204    | La Jirafa Blanca                                             | Emilio Salgari             | Cremona            | José Triay Cuenca                  | Ángel Pardo Ruíz            | 1979            |
| 205    | Yolanda                                                      | Emilio Salgari             | Cremona            | José Triay Cuenca                  | Tomás Porto del Vado        | 1979            |
| 206    | La Cazadora de Cabelleras                                    | Emilio Salgari             | Cremona            | Antonio Bernal                     | Juan Escandell              | 1979            |
| 207    | Las dos Pruebas de Sandokán                                  | Emilio Salgari             | Cremona            | Antonio Bernal                     | Julio Vivas García          | 1979            |
| 208    | El Conde de Chanteleine                                      | Jules Verne                | Cremona            | José Triay Cuenca                  | Jaime Juez Castella         | 1979            |
| 209    | “Cabezahueca” Wilson                                         | Mark Twain                 | Cremona            | José Triay Cuenca                  | Luis Casamitjana            | 1979            |
| 210    | Kerabán el testarudo                                         | Jules Verne                | Cremona            | Antonio Bernal                     | Juan Giralt Banus           | 1979            |
| 211    | Los Quinientos Millones de la Princesa India                 | Jules Verne                | Cremona            | Antonio Bernal                     | Jaime Juez Castella         | 1979            |
| 212    | Clovis Dardentor                                             | Jules Verne                | Cremona            | José Triay Cuenca                  | Tomás Porto del Vado        | 1979            |
| 213    | El Piloto del Danubio                                        | Jules Verne                | Cremona            | Antonio Bernal                     | Juan Giralt Banus           | 1979            |
| 214    | El Secreto de Storitz                                        | Jules Verne                | Cremona            | Antonio Bernal                     | Julio Vivas García          | 1979            |
| 215    | Novela de Vacaciones                                         | Charles Dickens            | Cremona            | José Triay Cuenca                  | Fuentes Man                 | 1979            |
| 216    | El Reloj de Maese Humphrey                                   | Charles Dickens            | Cremona            | Antonio Bernal                     | Tomás Porto del Vado        | 1979            |
| 217    | El Grillo del Hogar                                          | Charles Dickens            | Cremona            | José Triay Cuenca                  | Tomás Porto del Vado        | 1979            |
| 218    | El Abismo                                                    | Charles Dickens            | Cremona            | Antonio Bernal                     | Juan Giralt Banus           | 1979            |
| 219    | La Tierra de Tom Tidodler                                    | Charles Dickens            | Cremona            | Antonio Bernal                     | Jaime Juez Castella         | 1979            |
| 220    | Los Piratas del Estrecho                                     | Emilio Salgari             | Cremona            | Antonio Bernal                     | Tomás Porto del Vado        | 1979            |
| 221    | El Hijo del León de Damasco                                  | Emilio Salgari             | Cremona            | José Triay Cuenca                  | Fuentes Man                 | 1979            |
| 222    | La Galera del Bajá                                           | Emilio Salgari             | Cremona            | Antonio Bernal                     | Fuentes Man                 | 1979            |
| 223    | El Desierto de Fuego                                         | Emilio Salgari             | Cremona            | Antonio Bernal                     | Tomás Porto del Vado        | 1979            |
| 224    | La Campana de Plata                                          | Emilio Salgari             | Cremona            | Antonio Bernal                     | Jaime Juez Castella         | 1979            |
| 225    | La Cimitarra de Buda                                         | Emilio Salgari             | Cremona            | José Triay Cuenca                  | Tomás Porto del Vado        | 1979            |
| 226    | El buque maldito                                             | Emilio Salgari             | Cremona            | Pedro Ruiz Grimá                   | Luis Casamitjana            | 1979            |
| 227    | El anticuario                                                | Walter Scott               | Cremona            | Antonio Bernal                     | Tomás Porto del Vado        | 1980            |
| 228    | El enano negro                                               | Walter Scott               | Cremona            | Antonio Bernal                     | Luis Casamitjana            | 1980            |
| 229    | Guy Mannering                                                | Walter Scott               | Cremona            | Antonio Bernal                     | Jaume Juez Castellà         | 1980            |
| 230    | Woodstockia Blanca                                           | Walter Scott               | Cremona            | Antonio Bernal                     | Tomás Porto del Vado        | 1980            |
| 231    | Rokeby                                                       | Walter Scott               | Cremona            | Antonio Bernal                     | Tomás Porto del Vado        | 1980            |
| 232    | Vieja mortalidad                                             | Walter Scott               | Cremona            | Antonio Bernal                     | Tomás Porto del Vado        | 1980            |
| 233    | La doncella de Perth                                         | Walter Scott               | Cremona            | Antonio Bernal                     | Miguel Quesada Cerdan       | 1980            |
| 234    | La dama del lago                                             | Walter Scott               | Cremona            | Antonio Bernal                     | Jaume Juez Castellà         | 1980            |
| 235    | El rey de los cangrejos                                      | Emilio Salgari             | Cremona            | Antonio Bernal                     | Miguel Quesada Cerdan       | 1980            |
| 236    | La heroína de Puerto Arturo                                  | Emilio Salgari             | Cremona            | Antonio Bernal                     | Ángel Pardo Ruiz            | 1980            |
| 237    | La caída de un imperio                                       | Emilio Salgari             | Cremona            | Antonio Bernal                     | Luis Casamitjana            | 1981            |
| 238    | Un experimento del Doctor Ox                                 | Jules Verne                | Cremona            | Antonio Bernal                     | Jaume Juez Castellà         | 1981            |
| 239    | El Capitán Tormenta                                          | Emilio Salgari             | Castillo Visca     | Antonio Bernal                     | Tomás Porto del Vado        | 1981            |
| 240    | El capitán de la "D’Jumna"                                   | Emilio Salgari             | Castillo Visca     | Antonio Bernal                     | Miguel Quesada Cerdan       | 1981            |
| 241    | El gran cazador de las praderas                              | Emilio Salgari             | Arturo Marcelo     | Antonio Bernal                     | Juan García Quirós          | 1981            |
| 242    | Morgan                                                       | Emilio Salgari             | Arturo Marcelo     | Antonio Bernal                     | Tomás Porto del Vado        | 1981            |
| 243    | La hija del jeque                                            | Karl May                   | Castillo Visca     | Antonio Bosch Penalva              | Julio Vivas García          | 1981            |
| 244    | La cristiana de la torre                                     | Karl May                   | Castillo Visca     | Antonio Bernal                     | Miguel Quesada Cerdan       | 1981            |
| 245    | Los ladrones del desierto                                    | Karl May                   | Castillo Visca     | Antonio Bosch Penalva              | Julio Vivas García          | 1982            |
| 246    | La llamada de la selva                                       | Jack London                | Arturo Marcelo     | Antonio Bosch Penalva              | José García Pizarro         | 1982            |
| 247    | El perro de los Baskerville                                  | Arthur Conan Doyle         | Arturo Marcelo     | Antonio Bosch Penalva              | José María Casanovas        | 1982            |
| 248    | La mina                                                      | Karl May                   | Castillo Visca     | Antonio Bosch Penalva              | Luis Casamitjana            | 1982            |
| 249    | Tres corazones                                               | Jack London                | Castillo Visca     | Antonio Bosch Penalva              | Miguel Quesada Cerdan       | 1982            |
| 250    | Aventuras entre los pieles rojas                             | Emilio Salgari             | Castillo Visca     | Antonio Bosch Penalva              | Juan García Quirós          | 1982            |
| 251    | La expedición del pirata                                     | Jack London                | Castillo Visca     | Antonio Bosch Penalva              | Miguel Quesada Cerdan       | 1982            |
| 252    | Martín Edén                                                  | Jack London                | Castillo Visca     | Antonio Bosch Penalva              | Tomás Porto del Vado        | 1982            |
| 253    | Dubrovsky el bandido                                         | Aleksandr Pushkin          | Cremona            | Antonio Bosch Penalva              | Juan Boix Sola-Segales      | 1982            |
| 254    | La hija del capitán                                          | Aleksandr Pushkin          | Castillo Visca     | Antonio Bosch Penalva              | Vicente Torregrosa          | 1982            |
| 255    | Ruslan y Ludmila                                             | Aleksandr Pushkin          | Cremona            | Antonio Bosch Penalva              | Juan Boix Sola-Segales      | 1982            |
| 256    | Colmillo Blanco                                              | Jack London                | Castillo Visca     | Antonio Bernal                     | Edmond                      | 1982            |
| 257    | El mundo perdido                                             | Arthur Conan Doyle         | Cremona            | Antonio Bernal                     | José García Pizarro         | 1982            |
| 258    | El signo de los cuatro                                       | Arthur Conan Doyle         | Cremona            | Antonio Bernal                     | Julio Vivas García          | 1982            |
| 259    | Nuestra Señora de París                                      | Víctor Hugo                | Castillo Visca     | Antonio Bernal                     | Vicente Torregrosa          | 1982            |
| 260    | Lord Jim                                                     | Joseph Conrad              | Cremona            | Antonio Bernal                     | Miguel Quesada Cerdan       | 1982            |
| 261    | Trafalgar                                                    | Benito Pérez Galdós        | Cremona            | Antonio Bernal                     | Vicente Torregrosa          | 1982            |
| 262    | Bug Jargal                                                   | Víctor Hugo                | Castillo Visca     | Antonio Bernal                     | Julio Vivas García          | 1983            |
| 263    | Los Miserables                                               | Víctor Hugo                | Cremona            | Antonio Bernal                     | Vicente Torregrosa          | 1983            |
| 264    | Estudio en escarlata                                         | Arthur Conan Doyle         | Cremona            | Antonio Bernal                     | Juan Boix Sola-Segales      | 1983            |
| 265    | Sir Nigel                                                    | Arthur Conan Doyle         | Cremona            | Antonio Bernal                     | Tomás Porto del Vado        | 1983            |
| 266    | Aventuras de Sherlock Holmes (I)                             | Arthur Conan Doyle         | Cremona            | Antonio Bernal                     | Julio Vivas García          | 1983            |
| 267    | Hazañas del Brigadier Gerard                                 | Arthur Conan Doyle         | Cremona            | Antonio Bernal                     | Vicente Vicente Torregrosa  | 1983            |
| 268    | Aventuras de Sherlock Holmes (II)                            | Arthur Conan Doyle         | Cremona            | Antonio Bosch Penalva              | Julio Vivas García          | 1984            |
| 269    | La Compañía Blanca                                           | Arthur Conan Doyle         | Cremona            | Antonio Bernal                     | Miguel Quesada Cerdan       | 1984            |
| 270    | Aventuras de Sherlock Holmes (III)                           | Arthur Conan Doyle         | Cremona            | Antonio Bernal                     | Julio Vivas García          | 1984            |
| 271    | Frankenstein                                                 | Mary W, Shelley            | Carlos Echavarría  | Esteban Maroto                     | Toni Deu                    | 1985            |
| 272    | Gaspar Ruiz                                                  | Joseph Conrad              | José Llacuna       | Antonio Bosch Penalva              | Carlos Freixas              | 1985            |